# Niederwiesa
Niederwiesa é um município da Alemanha, situado no distrito de  Mittelsachsen, no estado da Saxônia. Tem 16,17 km² de área, e sua população em 2019 foi estimada em 4.862 habitantes.